# STS-106
STS-106 (Space Transportation System-106) var rumfærgens Atlantis 22. rumfærge-mission. Den blev opsendt 8. september 2000 og vendte tilbage den 19. september 2000. Missionen var den fjerde mission i opbygningen af Den Internationale Rumstation (ISS) der endnu ikke var beboet.
Astronauterne tilbragte 5 døgn og 9 timer om bord på rumstationen. De overførte udstyr og fødevarer til de første astronauter der skulle bebo rumstationen permanent (ISS Ekspedition 1). En rumvandring blev udført for at montere kabler mellem moduler.

## Besætning
- Terrence Wilcutt (kaptajn)
- Scott Altman (pilot)
- /  Edward Lu (1. missionsspecialist)
- Richard Mastracchio (2. missionsspecialist)
- Daniel Burbank (3. missionsspecialist)
- Jurij Malentjenko (4. missionsspecialist) (RKA)
- Boris Morukov (5. missionsspecialist) (RKA)

## Missionen
- Atlantis gennembryder lydmuren
- Integrated Cargo Carrier (ICC) i lastrummet
- Billede af Unity, Zarya og Zvezda-modulerne på ISS, Progress er tilkoblet Zvezda.

Hovedartikler: